# Radio Canut
Radio Canut è una radio regionale che trasmette i suoi programmi a Lione e nella sua area metropolitana, sulla frequenza 102.2 FM. Stazione radio storica sulle pendici de La Croix-Rousse, il suo slogan è "Radio Canut, la stazione radio più ribelle!" (Radio Canut, la plus rebelle des radios !).
Radio Canut è anche un'associazione costituita sulla base della legge francese sulle associazioni del 1901. Prende il nome dalla Rivolta dei Canut del 1831, lavoratori tessili della seta di Lione.

## Storia
Nata originariamente come radio pirata e illegale, è stata creata nel 1977, sull'onda del movimento del Settantasette, con lo scopo di combattere il monopolio dei media tradizionali sulle trasmissioni radiofoniche, poi è diventata parte del movimento per creare delle radio libere di cui rimane l'unica sopravvissuta a Lione. I Lionesi conoscono quindi Radio Canut sotto il nome di antenna di Radio-Guignol. All'epoca la creazione di una radio illegale ha portato a procedimenti giudiziari e sequestri, che sono aumentati negli ultimi sei mesi del 1978 (senza essere sistematici). Nel novembre 1978, due stazioni radio di Lione, "Radio Joufflu" e "Radio Canut-Radio Guignol" sono state visitate da ispettori della polizia giudiziaria e funzionari della direzione della sorveglianza di territorio. Oltre al sequestro di un registratore, un trasmettitore e un'antenna, furono arrestate tre persone, tra cui Victor Fremaux, di Radio Canut, ingegnere presso EDF.
Victor Fremaux e Jean-Baptiste Blanchemain (conduttore di Radio-Joufflu) furono quindi accusati secondo la legge del 28 luglio 1978 relativa alle violazioni del monopolio statale delle trasmissioni televisive. Questi sequestri e queste accuse fanno seguito ai reclami presentati dalla società TéléDiffusion de France.
Al primo incontro europeo di radio libere che si tiene il 29 e 30 settembre 1979 a Longwy partecipano sessantadue radio (tra cui radio belghe, italiane, spagnole, inglesi, svizzere), "Radio SOS Emploi", la stazione radio della CFDT di Longwy, propone la preparazione di diverse giornate nazionali, una delle quali in occasione delle prove di Radio Canut, il 10 gennaio 1980. I due gestori delle stazioni radio libere nella regione di Lione sono condannati a 1500 franchi di ammenda con la confisca del materiale trasmesso, ai sensi della normativa francese. Queste decisioni vengono prese in un contesto generale di azioni penali contro conduttori radiofonici liberi che talvolta sono anche membri del sindacato: ad esempio cinque membri della CFDT a Longwy sono accusati di diffusione illegale trasmissioni radiofoniche (tra questi Yannick Frénin e Michel Gallerand, rispettivamente segretario generale del sindacato dipartimentale CGT di Ille-et-Vilaine e segretario del sindacato di Rennes). A metà di novembre 1979, la CGT aveva trasmesso trasmissioni clandestine durante la campagna nazionale per le elezioni dei consigli dei probiviri (Conseil de prud'hommes). Quattro conduttori radiofonici di Radio-25 Besançon vengono condannati il 14 marzo 1980 dal tribunale di Besançon ad una ammenda poi sospesa.
In questo contesto, tre stazioni radio gratuite di Lione, Radio Canut, Radio-Lézard e Radio-Pipelette uniscono le forze per lanciare una Radio gratuita permanente (la prima trasmissione ha luogo lunedì 9 giugno 1980 alle 19:00). Ognuna di queste tre radio libere mantiene la sua autonomia e continua a funzionare nei rispettivi quartieri. Ma l'incontro delle tre ha lo scopo, secondo i suoi organizzatori, di creare una vera radio collettiva anti-istituzionale senza censure o autocensure. Nessuna pubblicità sulle onde delle radio associate di Lione, con risorse provenienti principalmente dall'organizzazione di concerti e feste.
Le trasmissioni di Radio Léon, il collettivo di queste stazioni radio gratuite (Radio Canut, Radio-Pipelette, Radio-Lézard) vengono interrotte dalla polizia nel giugno 1980), e riprenderanno nuovamente dal 27 ottobre 1980.
Il contesto cambierà in seguito. Le elezioni presidenziali del 1981 e l'arrivo della sinistra al potere precedono lo sviluppo di stazioni radio libere, spesso apolitiche, che nascondono male i loro appetiti commerciali e persino elettorali. Il tempo dei pionieri degli anni 1977-1980 (Radio Canut, Radio Léon) sembra già molto lontano nella primavera del 1982.
Due posizioni si contrappongono all'interno di Radio Léon: una punta alla professionalizzazione, sullo stipendio e sui finanziamenti pubblicitari; l'altra intende difendere il volontariato associativo e anti-commerciale. Tra queste due posizioni, la separazione è irreversibile. La frazione "militante" decide la continuazione dell'attività associativa e, riprendendo il nome di Radio Canut, conferma il suo attaccamento alla linea storica del collettivo. Per quanto riguarda l'ala "dissidente", ha iniziato la sua nuova politica mantenendo il nome di Radio Léon, per scomparire poi nel 1985 a seguito di dissidi interni.
L'Alta autorità per la comunicazione audiovisiva ha autorizzato Radio Canut a trasmettere legalmente il 21 agosto 1985. Da dicembre 1985 Radio Canut ha firmato un accordo di trasmissione annuale con TéléDiffusion de France.

## Modalità operativa
Il suo funzionamento è assicurato dai volontari sulla base del principio di autogestione. Il rifiuto della logica commerciale la rende, con alcune rare stazioni radio strettamente non commerciali, una delle ultime stazioni radio senza pubblicità nel panorama radiofonico francese, da cui il finanziamento costituito dal Fondo di sostegno per l'espressione radio (FSER) e contributi degli host del programma.
Radio Canut fa parte della Confederazione di stazioni radio associative non commerciali nel Rodano-Alpi.

## Politica
La radio, ora legale, continua comunque a rivendicare la propria identità "ribelle".
Per la programmazione musicale (che rimane la maggioranza nel tempo di trasmissione), con una scelta musicale "non commerciale" molto varia (punk, reggae, rap, canzone francese, jazz, musica sperimentale).
Per il suo funzionamento: chiunque abbia un progetto può offrire un programma. Tutti i presentatori prendono parte alla gestione di Radio Canut.
Per i suoi programmi di espressione politica, con un rifiuto della "falsa obiettività" rivendicata dalla maggioranza dei media, ma con chiare prese di posizione politiche.
Questa peculiarità è visibile in particolare attraverso le trasmissioni di informazioni (le "informazioni Canut") o chiaramente politiche ("idee nere", "la banda spartacus" che includono attivisti della CGT e del Coordinamento di gruppi anarchici). I colori della Bandiera rosso-nera compaiono sullo sfondo così come anche a Radio 2000 Blackout di Torino con la quale Radio Canut è gemellata, indicano chiaramente l'identità anarchica della radio. Il Guignol è la marionetta di Lione raffigurata in forma stilizzata sopra la bandiera rosso-nera come simbolo di Radio Canut, ed era noto per la sua irriverenza e la sua tenacia, grazie alle quali difendeva I propri diritti scornando inevitabilmente i "potenti".

## Media alternativi di Lione
Radio Canut fa parte di  'C. Mal'  (Coordination of alternative media from Lyon) con molti altri media a Lione tra cui il sito "Rebellyon.info", il quotidiano "Popouri" e "Infokiosk di resistenza".

## Curiosità
L'inno scelto da Radio Canut è "Le Chant des Canuts", canto scritto nel 1894 da Aristide Bruant, cantautore e cabarettista francese noto soprattutto per essere apparso in una famosa locandina di Henri de Toulouse-Lautrec nella quale viene rappresentato come un uomo dalla sciarpa rossa e dal cappotto nero.